# Tadeusz Heimrath
Tadeusz Heimrath ps. „Hardy” (ur. 2 grudnia 1927 w Poznaniu, zm. 11 listopada 2007 we Wrocławiu) – polski lekarz ginekolog położnik, profesor, nauczyciel akademicki.

## Życiorys
Urodził się 2 grudnia 1927 r. w Poznaniu jako jedynak, jego rodzicami byli nauczyciel Mieczysław i Stanisława z domu Kazik. Wychował się w Rawiczu, gdzie pracował jego ojciec, ale w 1939 r. został wysiedlony przez Niemców wraz z rodziną do Tarnobrzega ze względu na odmowę podpisania volkslisty. Z Tarnobrzega rodzina przeprowadziła się wkrótce do Krakowa, gdzie podjął naukę w handlowej szkole zawodowej i na tajnych kompletach. W tym okresie należał do krakowskich Szarych Szeregów, a po zakończeniu okupacji był w 1945 r. drużynowym 19 Krakowskiej Drużyny Harcerzy, jednak pod koniec roku wrócił wraz z rodziną do Rawicza. Tam kontynuował działalność harcerską, pełniąc funkcję drużynowego.
Ukończył w 1947 r. Liceum Ogólnokształcące w Rawiczu, a następnie w 1952 r. Wydział Lekarski Akademii Medycznej we Wrocławiu i został w tym samym roku pracownikiem I Katedry i Kliniki Położnictwa i Chorób Kobiecych Akademii Medycznej we Wrocławiu (do 1971 r.) jako asystent, starszy asystent i adiunkt, a następnie do 1981 r. był adiunktem i docentem w Klinice Patologii Ciąży i Porodu Akademii Medycznej we Wrocławiu. Następnie został profesorem nadzwyczajnym w I Katedrze i Klinice Położnictwa Akademii Medycznej we Wrocławiu, a w latach 1993–1998 był kierownikiem I Katedry i Kliniki Ginekologii Akademii Medycznej we Wrocławiu, a w latach 1990–1993 pełnił funkcję prorektora ds. klinicznych Akademii Medycznej we Wrocławiu. Po powstaniu Dolnośląskiej Izby Lekarskiej został jej rzecznikiem odpowiedzialności zawodowej pierwszej kadencji.
Był członkiem honorowym Wrocławskiego Towarzystwa Naukowego, Polskiego Towarzystwa Ginekologicznego, Polskiego Towarzystwa Historii Medycyny i Farmacji oraz Stowarzyszenia Lekarzy Dolnośląskich i Wychowanków Medycyny Wrocławskiej.
Odznaczony został Krzyżem Kawalerskim Orderu Odrodzenia Polski (1983), Złotym Krzyżem Zasługi (1975), Medalem Wojska, Krzyżem Armii Krajowej (1988), Medalem Komisji Edukacji Narodowej (1997) oraz Krzyżem „Za Zasługi dla ZHP z Rozetą-Mieczami” (1988).
Żonaty z lekarką Zofią Spatz, z którą miał synów Adama i Jerzego.
Zmarł 11 listopada 2007 r. we Wrocławiu i został pochowany na cmentarzu św. Rodziny przy ul. Smętnej we Wrocławiu.